# نادي سدير
نادي سدير السعودي هو أحد أندية الدرجة الثالثة بمحافظة المجمعة في مدينة جلاجل , تأسس عام 1394 هـ .